# Reichsmusikkammer
Die Reichsmusikkammer (RMK) war eine nationalsozialistische Institution, welche die Aufgabe hatte, systemkonforme oder dem NS-System genehme Musik zu fördern, aber solche zu unterdrücken, die der damals gewünschten Gesinnung oder Kulturauffassung widersprach. Sie war daher Teil der so bezeichneten „Gleichschaltung“ der deutschen Gesellschaft im Dritten Reich zwischen 1933 und 1945.

## Entstehung
Ebenso wie die bildende Kunst und neuere Medien, wie Rundfunk und Fernsehen, wurde auch die Musik im Dritten Reich von den Nationalsozialisten zum Instrument der Politik gemacht. Intellektuelle und Künstler sollten im NS-Staat ausschließlich repräsentative Funktionen erfüllen und sich der Ideologie des Staates anpassen. Um dies zu erreichen, musste das gesamte intellektuelle und künstlerische Leben einer zentralen Steuerung unterworfen werden. Es war damit bestimmten Regeln und Vorschriften unterworfen, konnte sich also nicht mehr so frei entfalten wie bisher.
Um diese „Gleichschaltung“ der Kultur durchführen zu können, wurde am 22. September 1933 durch das Reichskulturkammergesetz die sogenannte Reichskulturkammer unter Joseph Goebbels, dem Reichsminister für Volksaufklärung und Propaganda, gegründet. Diese Kammer war Dachorganisation von sieben Einzelabteilungen, zu denen auch die Reichsmusikkammer gehörte. Dieser wurden die bis dahin existierenden Berufsverbände eingegliedert, so dass sie etwa 170.000 Mitglieder hatte, darunter anfangs noch 1.024 als „nicht-arisch“ klassifizierte Mitglieder.

## Aufgaben
Die deutsche Musik sollte die von Deutschland beanspruchte Vormachtstellung in der Welt kulturell legitimieren. Zu diesem Zweck wurden Werke berühmter Komponisten wie Ludwig van Beethoven und Richard Wagner im Sinne der NS-Ideologie umgedeutet. Neben Beethoven und Wagner gehörten Johann Sebastian Bach, Johannes Brahms, Anton Bruckner, Joseph Haydn und Wolfgang Amadeus Mozart zu den beliebtesten Komponisten. Von den jüngeren Komponisten waren es vor allem Werner Egk und Carl Orff, die von den Nationalsozialisten bevorzugt wurden.
Das NS-Regime vollzog damit eine strenge Trennung zwischen einer „deutschen“ und einer „entarteten“ Musik. Ziel der Reichsmusikkammer war der Ausschluss solcher Personen, die für die Kultur im Sinne des NS-Regimes als hinderlich oder nicht geeignet erschienen. So sollte die deutsche Musik von jüdischen und ausländischen Einflüssen gereinigt und die als „entartet“ klassifizierte Musik aus der Öffentlichkeit verbannt werden.
Als unerwünscht gebrandmarkte Komponisten waren u. a. Alban Berg, Paul Dessau, Hanns Eisler und Ernst Krenek, da sie der Ideologie der Nationalsozialisten nicht zustimmten und auch im Widerstand tätig waren. Andere wie Gustav Mahler, Felix Mendelssohn Bartholdy oder Arnold Schönberg wurden allein wegen ihrer jüdischen Herkunft abgelehnt. Ein Ausschluss bzw. eine Nichtaufnahme in die Reichsmusikkammer bedeutete ein Berufs- und Aufführungsverbot. Dies galt von Beginn an ausdrücklich für alle Musiker, die keinen „Ariernachweis“ besaßen, aber auch für alle so genannten „Kulturbolschewisten“, deren Werke als zu modern und deshalb als „entartet“ bezeichnet wurden.
Viele Instrumentalisten mussten ihre Orchester verlassen; ebenso wurden verdiente Professoren und Lehrkräfte von Hochschulen und Universitäten entlassen. Opern mit Texten von jüdischen Schriftstellern durften nicht mehr gespielt und Lieder jüdischer Dichter nicht mehr gesungen werden. Viele der Ausgeschlossenen versuchten ins Exil zu flüchten, nur wenige passten sich und ihre Musik an die Forderungen der Nationalsozialisten an.
Ausdruck dieser Hetze gegen „undeutsche“ Künstler war die Ausstellung „Entartete Musik“ am 22. Mai 1938 in Düsseldorf im Rahmen der Reichsmusiktage. Die Liste „unerwünschter musikalischer Werke“ richtete sich neben dem antisemitischen Schwerpunkt auch gegen alle modernen Künstler, die mit der Zwölftonmusik von Arnold Schönberg experimentierten.
Die Verbote umfassten dazu den Jazz und ähnliche „Niggermusik“ und trafen unter anderen Irving Berlin und Kurt Weill. Erweitert wurde diese Verbotsliste der Reichsmusikkammer, als der Zweite Weltkrieg begann. Komponisten der „Feindstaaten“ durften ab diesem Zeitpunkt nicht mehr auf den Programmen der Konzerte stehen. Während der Zeit des Hitler-Stalin-Paktes tauchten allerdings die Namen russischer Komponisten, wie Prokofjew oder Tschaikowski, vereinzelt wieder in deutschen Konzertsälen auf.

## Organisation und Personal

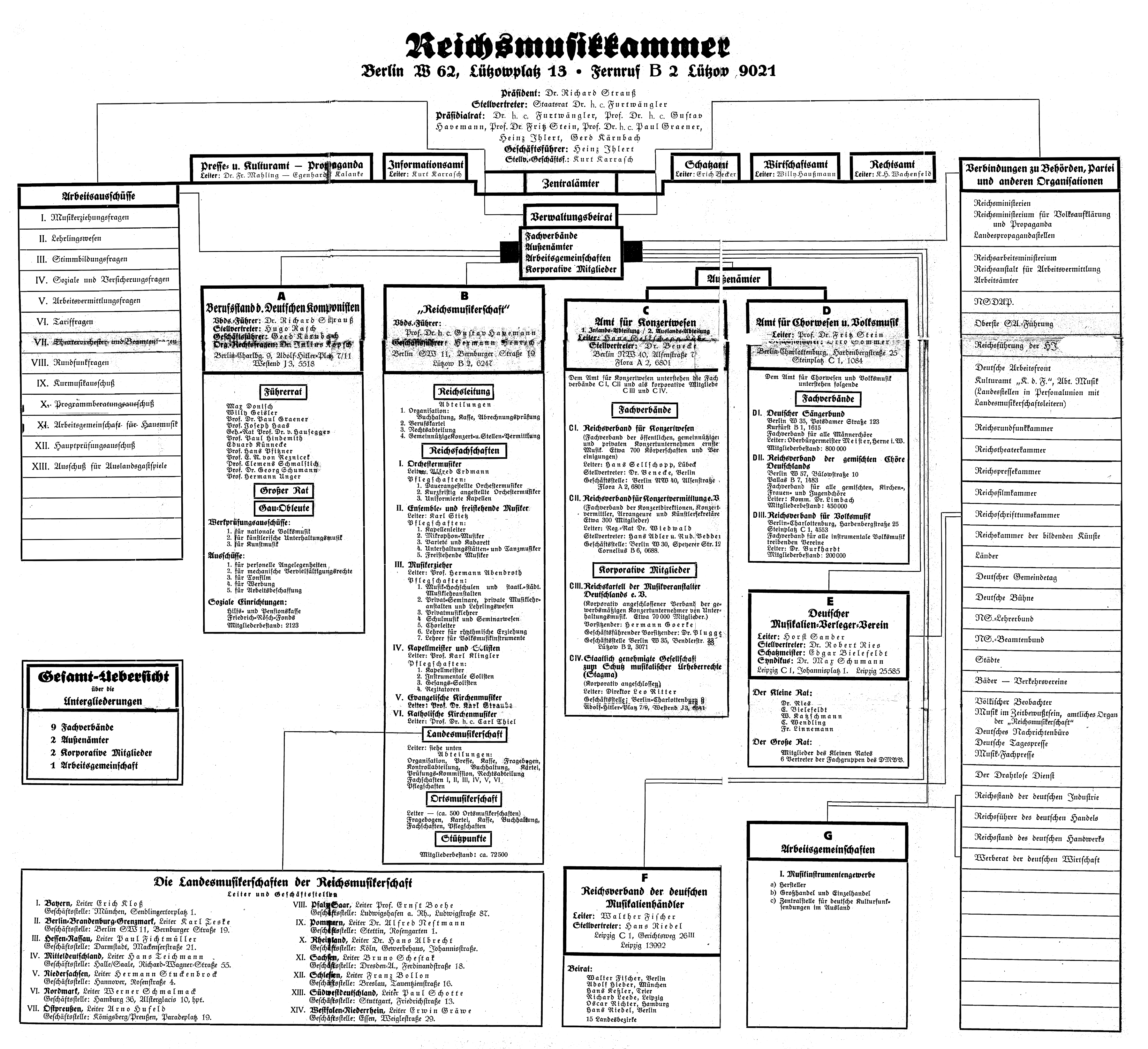
1934: Organigramm der Reichsmusikkammer

Die offiziell als Standesvertretung der Musiker geltende Reichsmusikkammer förderte genehme Musiker und war eine Institution, die Macht und Kontrolle ausüben sollte. Die nationalsozialistische Führung setzte verschiedene bekannte Persönlichkeiten an die Spitze der Reichsmusikkammer. Der nach Angaben von Max Butting zunächst von Hitler vorgesehene Max von Schillings sagte ab. So wurde die Zweitwahl Richard Strauss, einer der größten lebenden Komponisten im damaligen Deutschen Reich, ihr Präsident und der Dirigent Wilhelm Furtwängler sein Stellvertreter. Die Regierung ernannte 1933 den damals 69-jährigen Strauss durchaus nicht ungefragt zum Präsidenten. Das Anfragetelegramm des Propagandaministeriums wurde 1987 erstmals veröffentlicht. Wegen eines von der Gestapo in Dresden abgefangenen Briefes vom 17. Juni 1935, in dem Strauss dem Schriftsteller Stefan Zweig unter anderem schrieb, dass er „den Präsidenten der Reichsmusikkammer mime“, um „Gutes zu tun und größeres Unglück zu verhüten“, wurde er zum Rücktritt gezwungen, blieb jedoch als gefeierter Komponist in Deutschland. Nach Kriegsende 1945 wurde er wegen seiner Tätigkeiten im „Dritten Reich“ kritisiert und angefeindet.
Die Nationalsozialisten ernannten Furtwängler wegen dessen internationaler Reputation als kulturelles Aushängeschild 1933 zum Leiter der Berliner Staatsoper und Ende September 1933 zum Vizepräsidenten der Reichsmusikkammer. Er selbst sah sich als apolitischer Künstler. Weil er das Aufführungsverbot für Hindemiths „Mathis der Maler“ nicht akzeptieren wollte, wurde er 1934 zum Rücktritt gezwungen. In einem offenen Brief an Goebbels vom 11. April 1933 kritisierte er die Diskriminierung jüdischer Musiker: „Nur einen Trennungsstrich erkenne ich letzten Endes an: den zwischen guter und schlechter Kunst. Während nun aber der Trennungsstrich zwischen Juden und Nichtjuden, auch wo die staatspolitische Haltung der Betreffenden keinen Grund zu klagen gibt, mit geradezu theoretisch unerbittlicher Schärfe gezogen wird, wird jener andere, für unser Musikleben auf die Dauer so wichtige, ja entscheidende Trennungsstrich, der zwischen gut und schlecht, allzusehr vernachlässigt.“ Der Reichsminister für Volksaufklärung und Propaganda antwortete sofort: „Lediglich eine Kunst, die aus dem vollen Volkstum selbst schöpft, kann am Ende gut sein und dem Volke, für das sie geschaffen wird, etwas bedeuten […]. Gut muss die Kunst sein; darüber hinaus aber auch verantwortungsbewusst, gekonnt, volksnahe und kämpferisch.“
Nachdem Strauss und Furtwängler von ihren Ämtern zurückgetreten waren, wurden diese mit Musikern besetzt, die weniger problematisch erschienen. Es waren dies der Dirigent und Liszt-Forscher Peter Raabe als Vorsitzender, als sein Stellvertreter der Komponist Paul Graener. Raabe, der nie der NSDAP beitrat, hatte schon vor 1933 die Forderung nach einer Musikkammer erhoben, um eine soziale Sicherung der Musiker zu erreichen. Er verehrte Hitler lediglich in dessen Rolle als Kunstmäzen. Ab 1935 wurden im Zuge der von Goebbels apostrophierten „Entjudung des deutschen Kulturlebens“ die „nicht-arischen“ Musiker entlassen. Die betreffenden Briefe wurden von Peter Raabe unterzeichnet, obwohl er kein Antisemit war und sogar als „Judenfreund“ galt. Als Generalmusikdirektor in Weimar hatte er Schönbergs Orchesterstücke op. 16 zur deutschen Erstaufführung gebracht und wiederholt Mahlers Sinfonien dirigiert.
Im Laufe der Zeit stellten sich immer wieder Differenzen zwischen Raabe und der NS-Führung ein. 1938 blieb Raabe demonstrativ den Eröffnungsfeierlichkeiten der „Reichsmusiktage“ fern und reichte ein Rücktrittsgesuch ein, das aber abgelehnt wurde. Graener legte sein Amt 1941 nieder. Zum einflussreichsten Funktionsträger in der Musikorganisation des nationalsozialistischen Deutschland stieg in der Zeit des Zweiten Weltkriegs der Dirigent Heinz Drewes (1903–1980), Leiter der Musikabteilung im Propagandaministerium, auf.
Organisationsform der in der Bernburger Straße 10 in Berlin SW 11 untergebrachten Reichsmusikkammer war diejenige einer öffentlich-rechtlichen Körperschaft. Dieser standen ein Präsident und ein Vizepräsident vor. Geschäftsführer war im Jahre 1940 Heinz Ihlert. In jenem Jahr bestand der Präsidialrat aus Generalmusikdirektor Franz Adam, General-Intendant Heinz Drewes, Paul Graener, Heinz Ihlert, Fritz Kaiser, Staatsrat Friedrich Krebs, Leibstandarten-Obermusikmeister Hermann Müller-John, Peter Raabe, Generalmusikdirektor Hermann Stange und Fritz Stein. Die Reichsmusikkammer gliederte sich in eine Zentralverwaltung mit sechs Abteilungen:
- der Bereich „Organisation“, der unmittelbar dem Geschäftsführer unterstellt war
- der von Assessor Helmuth Kriebel geleitete Bereich „Personal“
- die Abteilung „Haushalt und Kasse“ unter Leitung von Willy Haußmann
- die Kulturabteilung, deren Leiter Alfred Morgenroth war
- die ebenfalls von Willy Haußmann geführte Wirtschaftsabteilung
- Leiter der Abteilung „Recht“ war Assessor Karl-Heinz Wachenfeld

Darüber hinaus existierte eine Fachverwaltung. Diese war unterteilt in die drei Bereiche
- „Berufsmusiker“ – fünf Fachschaften
- „Laienmusik“ –
  - Deutscher Sängerbund, geleitet von Albert Meister
  - Reichsverband der gemischten Chöre Deutschlands, geleitet von Reinhard Limbach
  - Reichsverband für Volksmusik e. V., geleitet von Georg Mantze
- „Musikwirtschaft“ – zehn Fachschaften und das angeschlossene Amt für Konzertwesen, zuerst geleitet von Hans Sellschopp, ab 1935 von Friedrich Krebs

Darüber hinaus bildete die Regionale Verwaltung einen weiteren Bereich innerhalb der Struktur der Reichsmusikkammer, mit Landesleitungen in den einzelnen Gauen, Kreis- und Ortsmusikschaften, Nebenstellen, Städtischen Musikbeauftragten und Kreismusikbeauftragten.
Die wichtigsten und letztlich unter der Kontrolle der Reichsmusikkammer stehenden Musikjournale waren die 1908 gegründete und in Max Hesses Verlag erscheinende Die Musik (Schriftleiter Herbert Gerigk), die Zeitschrift für Musik (hrsg. von Gustav Bosse), die Allgemeine Musikzeitung (hrsg. von Paul Schwers, 1874–1939) und die Zeitschrift Neues Musikblatt (hrsg., von Ernst Laaff und Fritz Bouquet, 1895–1949), die aufgrund der sich verschärfenden Kriegslage 1943 zu Musik im Kriege zusammengefasst wurden.

## Auswirkungen
Vor allem die Unterhaltungsmusik und der Tanzschlager erlebten in der Zeit des Zweiten Weltkrieges unter dem NS-Regime einen großen Aufschwung. Die Rundfunkprogramme boten überwiegend diese Form der Musik, ausgerichtet auf den Geschmack eines Massenpublikums an, denn der Unterhaltung und Ablenkung vom kriegsbedingten Alltag wurde immer größere Bedeutung zugeschrieben. Gleichzeitig sollte das – als Rundfunkverbrechen strafbare – Hören von „Feindsendern“ mit einem attraktiven Programm unterbunden werden.
Obwohl Jazz als „artfremde Negermusik“ verboten war, gelang es den Nationalsozialisten nicht, den Musikgeschmack breiter Hörerschichten beliebig umzuformen. So mussten Jazz und Swing von den Nationalsozialisten teilweise geduldet werden; die US-amerikanische Herkunft wurde allerdings meistens verschwiegen. Neben der Erteilung der Arbeitserlaubnis für Komponisten und Musiker machte es sich die Reichsmusikkammer zur Aufgabe, die Arbeitsbedingungen in den ihr unterstellten Gewerbe- und Industriezweigen festzulegen, über Eröffnung und Schließung von Unternehmen zu entscheiden und inhaltliche Richtlinien für die Gestaltung künstlerischer Werke vorzugeben. Zunächst bestand noch für einzelne Künstler die Möglichkeit, sich den beeinflussenden Maßnahmen weitgehend zu entziehen, sofern sie ihr musikalisches Wirken abseits der großen Institutionen und Hochschulen fortführten. Der Großteil der Künstler wurde jedoch von den Nationalsozialisten zur Aufgabe ihres Berufes gezwungen, woraufhin sich die meisten zur Flucht ins Exil genötigt sahen.

## Trivia
Ein aus geprägtem Blech oder gar in Emaille ausgeführtes Schild mit der in zeitgenössischer Typographie ausgeführten Aufschrift „Swing tanzen verboten“ und der Unterschrift „Reichskulturkammer“ lehnt sich inhaltlich an den unterdrückerischen Aufgabenbereich der Reichsmusikkammer an. Das Schild findet sich sowohl in neueren historisierenden Fernsehfilmen als auch im Kontext zu Jazz-Musikern wie Emil Mangelsdorff, welche die Zeit miterlebt haben. Ein Schild mit solchem Text gab es jedoch im Dritten Reich nicht. Vielmehr wurde es in den 1970er Jahren von einem bundesrepublikanischen Graphiker für das Schallplatten-Cover einer Swingproduktion als motivierende Anspielung gestaltet und geriet so zur Vorlage für zahlreiche Kopien, die bis heute in Varianten gefertigt werden.